# 600639 Gevreychambertin
600639 Gevreychambertin este o planetă minoră (asteroid) din centura de asteroizi. A fost descoperită pe 21 februarie 2012 la  de Michel Ory⁠(d). 
Obiectul prezintă o orbită caracterizată de o semiaxă mare de 3,1689930410439 UAi, o excentricitate de 0,046308270578056, o înclinație de 9,1898810921179 ° în raport cu ecliptica.